# The Death of Jean DeWolff
The Death of Jean DeWolff (рус. Смерть Джин ДеВулфф) — сюжетная арка из четырёх выпусков, опубликованная издательством Marvel Comics в рамках серии Peter Parker, the Spectacular Spider-Man в 1985—1986 годах. Сюжет был написан Питером Дэвидом и иллюстрирован художником Ричем Баклером и стал первой профессиональной работой Дэвида в индустрии комиксов.
По сюжету, Человек-паук охотится за убийцей своей подруги Джин ДеВулфф. Когда убийца убивает ещё одного человека, являющегося другом Сорвиголовы, оба супергероя объединяются для поиска убийцы. На протяжении истории, отношения между героями становятся враждебными — Человек-паук готов более жёстко расправиться с убийцей, в то время как Сорвиголова, будучи адвокатом, хочет правосудия. Когда они находят убийцу, им удается достичь консенсуса и пересмотреть свои разногласия, образовав в итоге крепкую команду борцов с преступностью.

## История создания
Персонаж Джин ДеВулфф был создан Биллом Мантло и Сэлом Бушема и впервые появился в качестве второстепенного персонажа в выпуске Marvel Team-Up #48 в августе 1976 года. По словам Питер Дэвида, решение «убить» Джин было принято Джимом Оусли, тогдашним редактором серий о Человеке-пауке: «Я собирался начать работу над Spectacular Spider-Man и Джим Оусли хотел встряхнуть Человека-паука и его поклонников. Он хотел увидеть историю, в которой Джин ДеВулфф будет убита, <…> но он не хотел поручать это мне. В моей серии она должна была остаться жива». Однако позже, Дэвид и Оусли объединили свои идеи: «Я хотел сделать историю, в которой Человек-паук столкнулся со злодеем, совершившим преступление настолько отвратительное и ужасное, что даже Человека-паука это бы выбило из колеи. Я хотел сделать историю, подчеркивающую нравственные различия во взглядах Человека-паука и Сорвиголовы. „The Death of Jean DeWolff“ объединил в себе сразу три истории. Оусли пришёл ко мне домой ранним вечером и до полуночи мы прорабатывали все сюжетные линии и умещали их в четыре выпуска».

## Сюжет
Незадолго до Рождества, Питер Паркер узнаёт, что его друг, капитан полиции Джин ДеВулфф была застрелена неизвестным в своей постели. Стэн Картер, коллега Джин, говорит, что Джин высоко ценила Питера. Позже, адвокат Мэтт Мёрдок во время судебного заседания становится свидетелем попытки покушения на судью Горация Розенталя, который был его другом. Мэтт замешкался, решив не открывать тайну своей личности Розенталю, и не смог предотвратить его смерть и оставить убийцу, которому удалось сбежать. Питер Паркер, который присутствовал в суде в качестве свидетеля, отправляется в погоню за убийцей, во время которой несколько пуль случайно попадают в уличных прохожих. Киллер, который называет себя Поедатель грехов, скрывается от Питера и тот прекращает погоню, думая, что тётя Мэй ранена. Позже он обследует квартиру Джин на предмет улик и с удивлением узнаёт, что она была заинтересована им в романтическом плане. На похоронах Джин, Мёрдок снова чувствует присутствие Поедателя грехов, но отказывается предпринимать какие-либо меры по той же причине, что и в суде. Вечером священник, отец Бернард Финн, умирает от пули Поедателя.
Город в панике из-за серии убийств, которые дополнились попыткой покушения на Джей Джона Джеймсона. Редакция Daily Bugle оказалась пуста, и Поедатель был арестован полицейскими и идентифицирован как Эмиль Грегг, однако Мёрдок, сравнив сердцебиение, которое он слышал у Поедателя ранее и то, что слышит у Грегга, говорит, что настоящий убийца не он. Позже, вместе с Человеком-пауком, он узнаёт, что настоящий Поедатель грехов — Стэн Картер, в чём они удостоверились, найдя оружие в его квартире. Грегг узнал, что Картер и есть преступник, когда нашёл его дневник, где он описывал совершенные им преступления, и Грегг самостоятельно взял костюм и оружие Поедателя и отправился к Джеймсону согласно плану, записанному в дневнике Картера. Человек-паук и Сорвиголова понимают, что настоящий Поедатель попробует довести дело до конца, и отправляются в квартиру Джеймсона. Картер пришёл раньше них и застал там Бетти, секретаря Джеймсона, которая присматривал за домом. Картер попытался застрелить её, но Бетти была спасена Человеком-пауком. Картер, который хладнокровно говорит о совершённых им преступлениях, приводит в бешенство Человека-паука, и тот теряет контроль над собой и бьёт его так сильно, что Сорвиголова едва успевает удержать Питера от убийства. У них возникает спор, в котором Человек-паук называет Мёрдока лицемером, защищающим преступников. В конце, Мёрдоку удаётся убедить Питера в том, что правосудие будет эффективнее, чем месть, и Питер соглашается, однако Мёрдок всё равно чувствует себя виноватым.
Новость о том, что полицейский — опасный убийца, взбудоражила город. Рядом с полицейским участком собралась толпа демонстрантов, а агенты Щ.И.Т. требуют выдать им Картера, который, по их мнению, был под влиянием особых наркотиков и действовал не по своей воле. Толпа врывается в полицейский участок и Сорвиголова бросается в центр, чтобы их сдержать, однако его «акустическое зрение» подводит его — слишком много людей вокруг. Сорвиголова кричит «Питер!», умоляя его спасти Картера. Человек-паук был ошеломлён звучанием собственного имени, и бросился за Картером, доставив его в безопасное место. Когда толпа разошлась, Человек-паук разговаривает с Сорвиголовой и оба рассказывают друг другу о том, кто они в обычной жизни и Питер узнаёт, что Сорвиголова слеп. Он предлагает Питеру любую помощь, что положило начало дружбе двух супергероев.

## Коллекционные издания
| Название                                           | Включенные выпуски | Дата | ISBN                                                                            |
| -------------------------------------------------- | ------------------ | --- | ------------------------------------------------------------------------------- |
| The Death of Jean DeWolff                          | декабрь 1990       | The Spectacular Spider-Man #107—110                                                                                    | ISBN 0871357046                                                                 |
| Marvel Premiere Classic: The Death of Jean DeWolff | апрель 2010        | The Spectacular Spider-Man #107—110, и сюжетная линия «Return of the Sin-Eater» из The Spectacular Spider-Man #134—166 | ISBN 978-0-7851-5721-2 (первый вариант) ISBN 978-0-7851-5722-9 (второй вариант) |